# Enargia obsolescens
Enargia obsolescens là một loài bướm đêm trong họ Noctuidae.